# 醫匯集團
醫匯集團有限公司，簡稱醫匯集團（英語：MediNet Group Limited，港交所：8161），在1994年，由陳志偉（主席）和姜潔，於香港成立「Melchester Investment Company Limited」（「醫匯服務有限公司」前身）。
業務在香港經營為向合約客戶提供企業醫療及牙科方案。
股份在2016年5月31日於港交所創業板上市。集資額為4740萬港元，配售股份為2.6億股，而股份價格為0.27港元，主要用作收購位於銅鑼灣自置物業作牙科診所。

## 外部連結
- medinetgroup.com （页面存档备份，存于）